# Glenea wongi
Glenea wongi é uma espécie de escaravelho da família Cerambycidae. Foi descrita por Karl-Ernst Hüdepohl em 1987. É conhecida a sua existência na Malásia e Bornéu.